# NGC 4071
NGC 4071 је планетарна маглина у сазвежђу Мува која се налази на NGC листи објеката дубоког неба.
Деклинација објекта је - 67° 18' 33" а ректасцензија 12h 4m 15,3s. Привидна величина (магнитуда) објекта NGC 4071 износи 13,0 а фотографска магнитуда 12,9. NGC 4071 је још познат и под ознакама PK 298-4.1, ESO 94-PN12, AM 1201-670.